# Jean Bastia
Jean Bastia (n. 21 februarie 1919, Paris, Île-de-France, Franța – d. 16 octombrie 2005, Bergerac, Aquitaine, Franța) a fost un regizor francez, scenarist și producător de film.

## Filmografie

### Ca regizor
- Nous autres à Champignol (1957)
- Les Aventuriers du Mékong (1958)
- Le Gendarme de Champignol (1959)
- Certains l'aiment froide (1960)
- Les Tortillards (1960)
- Dynamite Jack (1961)
- Le Caïd de Champignol (1966)
- ...Et mourir de désir (1974)
- Réseau secret (1976)

### Ca scenarist
- Nous autres à Champignol (1957)
- Les Tortillards (1960)
- Dynamite Jack (1961)
- Le Caïd de Champignol (1966)
- Réseau secret (1967)

### Ca producător
- Moi, fleur bleue (1977)
- Ça va pas la tête (1978)
- Salut ... J'arrive (1982)
- Clash (1984)

## Legături externe
- Jean Bastia la Internet Movie Database